# Alexis Mendoza
Alexis Mendoza (Barranquilla, Atlántico, 8 de noviembre de 1961) es un exfutbolista y entrenador colombiano. Actualmente es asistente técnico en la Selección de Honduras. Su hijo es el exfutbolista y asistente técnico Alexis Enrique Mendoza.

## Trayectoria
Alexis Mendoza se desarrolló como futbolista en el Atlético Junior de su ciudad natal de 1983 a 1989. Posteriormente, en 1990, pasó a formar parte del América de Cali donde logró un par de títulos. En 1993 regresó al Atlético Junior al que ayudó a campeonizar en 1993 y 1995. Sus últimos años como futbolista los pasó en el Veracruz de la Primera División de México, Deportivo Unicosta y finalmente Atlético Junior, donde se retiró.

## Como entrenador

### Selección Olímpica de Honduras
Alexis Mendoza hizo su debut como entrenador en una competencia internacional el 9 de noviembre de 2007 contra la selección olímpica de El Salvador. En esa oportunidad, el técnico colombiano dirigió a la selección olímpica de Honduras en el mini-torneo disputado en Panamá clasificatorio al preolímpico de Estados Unidos 2008. El primer partido de clasificación, jugado en el estadio de béisbol Rod Carew, los muchachos de Alexis lograron derrotar a la selección de El Salvador por 3-0. Con esta ventaja, la Selección de fútbol de Honduras luego enfrentaría a Panamá en la final de la mini-competencia.
El 11 de noviembre con El Salvador ya eliminado, Panamá y Honduras se enfrentaron en el mismo estadio. 'Los Canaleros' dirigidos por el experimentado Alexandre Guimarães, necesitaba derrotar a Honduras por cualquier marcador, mientras que el equipo de Mendoza solo necesitaba empatar; para asegurar el boleto directo al torneo preolímpico 2008. Al final, el encuentro terminó empatado a un gol lo que le permitió Mendoza y sus jugadores avanzar, enviando a Guimaraes y su equipo a jugar un repechaje contra Costa Rica.
En el torneo preolímpico, Honduras quedó ubicado en el Grupo A junto al favorito Estados Unidos, Cuba, y Panamá que clasificó después de dejar en el camino a Costa Rica en el repechaje. En el primer partido del torneo, Honduras enfrentó al conocido Panamá. Este encuentro llevado a cabo en el Raymond James Stadium de Tampa, Florida terminó con victoria hondureña. Hendry Thomas, a escasos segundos de que finalizara el encuentro anotó el gol de la victoria de los dirigidos por Alexis Mendoza.
El partido más importante para Mendoza y sus muchachos se jugó el 20 de marzo en Nashville. El encuentro, arduamente disputado los 90 minutos terminó empatado a cero goles por bando. Esto obligó a un alargue que tampoco sirvió, para decidir el primer clasificado a los olímpicos. Fue hasta en los tiros desde el manchón de penal que la historia quedó escrita y Honduras consiguió el boleto a los juegos olímpicos de Pekín 2008.
Una vez logrado el boleto olímpico, Alexis Antonio no se conformó con ello y consideró necesario que Honduras luchara por el título olímpico de la Concacaf. Fue así como el 23 de marzo en el LP Field de Nashville, Honduras de la mano de Mendoza se enfrentó a Estados Unidos en la gran final del torneo. Peter Nowak; técnico americano que había conseguido el pase a Pekín de forma contundente derrotando a Canadá (3-0), también consideraba un deber ganar la Copa.
En lo que fue el mejor partido del torneo, el equipo de Estados Unidos mostró un claro dominio en el primer tiempo. Pero Honduras, demostrando una gran despliegue físico, supo contener a los norteamericanos. Finalmente a los 102 minutos, un gol del delantero Georgie Wilson Welcome, decidió el partido a favor de Honduras. Fue así como el equipo de Alexis Antonio Mendoza, se coronó campeón olímpico de la Confederación Norte, Centroamericana y del Caribe de Fútbol por segunda vez en su historia. Para el entrenador Alexis Mendoza, el logro significó su primer título internacional.

### Junior
En noviembre de 2014 vuelve al Atlético Junior después de un campeonato regular, regresa con un nuevo proyecto para el equipo en mira del 2015.
El 19 de noviembre de 2015 se consagra campeón de la Copa Colombia con el Atlético Junior, derrotando en la final a Independiente Santa Fe, 2-0 en la ida y cayendo 1-0 en la vuelta, para un global que Junior ganó 2-1 y con esto, logró su segundo título como técnico, luego de lograr dos títulos como jugador en este mismo club, en 1993 y 1995. El 20 de diciembre de 2015 pierde desde el punto penalti la final con el Atlético Nacional, luego de que la serie quedara empatada 2-2 en el global, siendo subcampeón del fútbol colombiano.
A pesar de haber caído en dos finales de la Liga Águila (una ante Atlético Nacional y otra ante el Independiente Medellín), Alexis Mendoza entró a la historia del Junior luego de coronarse campeón de la Copa Colombia 2015, siendo de esta manera el primer entrenador costeño en alzar un título con el cuadro ‘Tiburón’.
El 19 de julio de 2016 anunció su renuncia como técnico de Atlético Junior, luego de inconvenientes con los directivos del club.
Alexis deja a Junior con un invicto de 21 partidos consecutivos sin perder en condición de local, siendo este registro el mayor del cuadro barranquillero durante el presente siglo XXI.

### Independiente del Valle
El 2016 dirige al Independiente del Valle en el fútbol del Ecuador.

### Junior
El entrenador Alexis Mendoza regresó nuevamente al Atlético Junior para dirigirlo en el 2018 en la Liga Águila y en la Copa Libertadores, pero en el mes de abril fue destituido de la institución por los malos resultados en la Liga Águila y la Copa Libertadores.

### Sporting Cristal
Para la temporada 2019, fue contratado por el Sporting Cristal de Perú, pero finalmente renunció sin dirigir ningún partido oficial por inconvenientes con la documentación e inscripción de sus asistentes. Solo llegó a dirigir al conjunto peruano en dos encuentros, una derrota 3-0 frente al Emelec y una victoria 2-1 contra Cantolao.

### Independiente Medellín
El día 14 de mayo de 2019 Alexis Mendoza fue oficializado por el Independiente Medellín como su nuevo entrenador de cara a las competencias del segundo semestre.

### Junior
Un nuevo entrenador llega a las instalaciones de Junior de Barranquilla, tras un rotundo fracaso de su ex entrenador Hernán Dario Gómez "Bolillo". El entrenador mundialista José Néstor Pékerman desde su llegada el próximo 1 de agosto, tratara de revertir la difícil situación que atraviesa el conjunto Barranquillero.

## Selección nacional
Acumuló 67 partidos internacionales y marcó 3 goles entre 1987 y 1997. Hizo parte del equipo colombiano en el Mundial de Italia 90 (aunque no jugó) y en el Mundial de USA 94 en donde jugó el último partido ante Suiza. En la Copa América (1987-1989-1993-1995), Mendoza fue parte de una selección Colombia en la que jugaron René Higuita, Leonel Álvarez, Freddy Rincón, Carlos Valderrama, Faustino Asprilla, entre otros.
Con la selección de Colombia y con este conjunto de jugadores, incluyendo a Óscar Córdoba, Adolfo Valencia, Wilson Perez (Barranquillero), jugó el partido más importante en la historia de Colombia ante Argentina, ese 5 de septiembre de 1993 en el Monumental de River, donde la goleó 5 a 0; con 2 goles de Asprilla, 2 de Rincón y 1 del "Tren" Valencia.

### Participaciones enCopas América
| Torneo                 | Sede                   | Resultado              | PJ                           | GA | Asis |
| ---------------------- | ---------------------- | ---------------------- | ---------------------------- | -- | ---- |
| Copa América 1987      | Argentina              | Tercer lugar           | 1                            | 0  | 0    |
| Copa América 1989      | Brasil                 | Fase de grupos         | 0 (4 partidos como suplente) | 0  | 0    |
| Copa América 1993      | Ecuador                | Tercer lugar           | 6                            | 0  | 0    |
| Copa América 1995      | Uruguay                | Tercer lugar           | 6                            | 0  | 0    |
| Total en Copas América | Total en Copas América | Total en Copas América | 13                           | 0  | 0    |

### Participaciones enCopas del Mundo
| Mundial                  | Sede                     | Resultado                | PJ                           | GA | Asis |
| ------------------------ | ------------------------ | ------------------------ | ---------------------------- | -- | ---- |
| Mundial de Italia 1990   | Italia                   | Octavos de final         | 0 (4 partidos como suplente) | 0  | 0    |
| Mundial de USA 1994      | Estados Unidos           | Fase de grupos           | 1                            | 0  | 0    |
| Total en Copas del Mundo | Total en Copas del Mundo | Total en Copas del Mundo | 1                            | 0  | 0    |

### Participaciones enEliminatorias al Mundial
| Eliminatoria                          | Sede del Mundial       | Posición                                                | Resultado   | PJ | GA | Asis |
| ------------------------------------- | ---------------------- | ------------------------------------------------------- | ----------- | -- | -- | ---- |
| Eliminatorias Mundial de Italia 1990  | Italia                 | 1°lugar 6pts Grupo 2 (Ganador Repesca intercontinental) | Clasificado | 1  | 0  | 0    |
| Eliminatorias Mundial de USA 1994     | Estados Unidos         | 1°lugar 10pts Grupo A                                   | Clasificado | 6  | 1  | 0    |
| Eliminatorias Mundial de Francia 1998 | Francia                | 3°lugar 28pts                                           | Clasificado | 8  | 0  | 0    |
| Total en Eliminatorias                | Total en Eliminatorias | Total en Eliminatorias                                  | 3/3         | 15 | 1  | 0    |

### Goles internacionales
| # | Fecha                 | Lugar                                         | Rival   | Gol | Resultado | Competición                |
| - | --------------------- | --------------------------------------------- | ------- | --- | --------- | -------------------------- |
| 1 | 29 de agosto de 1993  | Estadio Metropolitano, Barranquilla, Colombia | Perú    | 3-0 | 4-0       | Clasificación Mundial 1994 |
| 2 | 26 de octubre de 1995 | Estadio de los Trabajadores, Pekín, China     | China   | 1-2 | 1-2       | Amistoso internacional     |
| 3 | 28 de marzo de 1996   | Estadio Atanasio Girardot, Medellín, Colombia | Bolivia | 2-1 | 4-1       | Amistoso internacional     |

## Clubes

### Como futbolista
| Club             | País     | Año         |
| ---------------- | -------- | ----------- |
| Junior           | Colombia | 1982 - 1983 |
| Cúcuta Deportivo | Colombia | 1984        |
| Junior           | Colombia | 1985 - 1989 |
| América de Cali  | Colombia | 1990 - 1992 |
| Junior           | Colombia | 1993 - 1996 |
| Veracruz         | México   | 1997        |
| Unicosta         | Colombia | 1997        |
| Junior           | Colombia | 1998        |

### Como asistente
| Club y Selección   | País     | Año         | Asistente De       |
| ------------------ | -------- | ----------- | ------------------ |
| Junior             | Colombia | 2000 - 2001 | Juan José Peláez   |
| Junior             | Colombia | 2000 - 2001 | Norberto Peluffo   |
| Selección Absoluta | Colombia | 2001        | Francisco Maturana |
| Junior             | Colombia | 2002        | Julio Comesaña     |
| Selección Absoluta | Colombia | 2004 - 2006 | Reinaldo Rueda     |
| Selección Absoluta | Honduras | 2007 - 2010 | Reinaldo Rueda     |
| Selección Absoluta | Ecuador  | 2010 - 2014 | Reinaldo Rueda     |
| Selección Absoluta | Honduras | 2023 - Act. | Reinaldo Rueda     |

### Como entrenador
| Club                    | País     | Año         |
| ----------------------- | -------- | ----------- |
| Junior                  | Colombia | 2002        |
| Alianza Petrolera       | Colombia | 2003        |
| Selección Olímpica      | Honduras | 2008        |
| Junior                  | Colombia | 2015 - 2016 |
| Independiente del Valle | Ecuador  | 2016 - 2017 |
| Junior                  | Colombia | 2018        |
| Sporting Cristal        | Perú     | 2019        |
| Independiente Medellín  | Colombia | 2019        |

## Estadísticas

### Estadísticas como jugador
| Club                | Partidos | Goles |
| ------------------- | -------- | ----- |
| Junior              | 416      | 21    |
| América             | 101      | 1     |
| Veracruz            | 15       | 0     |
| Unicosta            | 0        | 0     |
| Selección Colombia  | 68       | 3     |
| Total en su carrera | 600      | 25    |

### Estadistícas como entrenador
.
| Equipo                          | Torneo            | Partidos  | Partidos | Partidos  | Partidos |
| Equipo                          | Torneo            | Dirigidos | Ganados  | Empatados | Perdidos |
| ------------------------------- | ----------------- | --------- | -------- | --------- | -------- |
| Junior de Barranquilla          |                   |           |          |           |          |
| Liga 2002                       | 10                | 2         | 3        | 5         |          |
| Liga 2015                       | 48                | 24        | 9        | 15        |          |
| Copa Sudamericana 2015          | 4                 | 2         | 0        | 2         |          |
| Copa Colombia 2015              | 14                | 6         | 4        | 4         |          |
| Liga 2016                       | 26                | 11        | 10       | 5         |          |
| Liga 2018                       | 13                | 7         | 2        | 4         |          |
| Copa Libertadores 2018          | 6                 | 2         | 1        | 3         |          |
| Total club                      | 121               | 54        | 29       | 38        |          |
| Alianza Petrolera               |                   |           |          |           |          |
| Torneo 2003                     | 32                | 10        | 7        | 15        |          |
| Total club                      | 32                | 10        | 7        | 15        |          |
| Selección Olímpica              |                   |           |          |           |          |
| Preolímpico de Concacaf de 2008 | 7                 | 4         | 2        | 1         |          |
| Total club                      | 7                 | 4         | 2        | 1         |          |
| Independiente del Valle         |                   |           |          |           |          |
| Liga 2016                       | 22                | 9         | 3        | 10        |          |
| Copa Libertadores 2017          | 4                 | 2         | 1        | 1         |          |
| Liga 2017                       | 44                | 19        | 14       | 11        |          |
| Total club                      | 70                | 30        | 18       | 22        |          |
| Consolidado Total               | Consolidado Total | 230       | 98       | 56        | 76       |

## Palmarés

### Como futbolista
| Título           | Club            | País     | Año  |
| ---------------- | --------------- | -------- | ---- |
| Primera División | América de Cali | Colombia | 1990 |
| Primera División | América de Cali | Colombia | 1992 |
| Primera División | Junior          | Colombia | 1993 |
| Primera División | Junior          | Colombia | 1995 |

### Como entrenador
| Título                  | Club               | País     | Año  |
| ----------------------- | ------------------ | -------- | ---- |
| Preolímpico de Concacaf | Selección Olímpica | Honduras | 2008 |
| Copa Colombia           | Junior             | Colombia | 2015 |